# Paranthura argentinae
Paranthura argentinae is een pissebed uit de familie Paranthuridae. De wetenschappelijke naam van de soort is voor het eerst geldig gepubliceerd in 1967 door Oleg Grigor'evich Kussakin.